# Steyr 430
Der Steyr 430 ist ein 1933 vorgestellter Pkw der oberen Mittelklasse der Steyr-Werke A.G. (ab 1934: Steyr-Daimler-Puch AG).
Der Wagen basierte auf dem von Ferdinand Porsche konstruierten Modell Steyr 30. Im Unterschied zu den Typen Steyr 120, 125 und 220 waren die Limousinen und Cabriolets im klassischen Stil mit senkrecht stehenden Scheiben und angebautem Kofferraum gehalten.
Der Wagen hatte einen vorne eingebauten 6-Zylinder-Reihenmotor, der über ein 4-Gang-Getriebe die Hinterräder antrieb. Vorderräder waren an Starrachsen befestigt und hatten Längsblattfedern. Die hintere Pendelachse besaß eine Querblattfeder. Die Sechszylindermotoren waren kräftig und die Wagen daher besonders für den Einsatz in den Bergen geeignet. Bis 1935 entstanden 1.250 Exemplare.
1935 wurde der Wagen überarbeitet. Er bekam einen größeren und kräftigeren Motor. Das neue Modell hieß Steyr 530 und blieb 1 Jahr lang im Angebot. Er wurde 456 mal gebaut. Ein Exemplar dieses Modells befindet sich im Automobilmuseum Aspang in Aspang-Markt in Niederösterreich.
1937 gab es eine nochmalige geringfügige Überarbeitung (höhere Verdichtung, stärkere Lichtmaschine, Querblattfedern auch an der Vorderachse). Zusätzlich wurde eine Pullman-Limousine – insbesondere für den Taxibetrieb – angeboten. Von diesem letzten Modell, dem Steyr 630, entstanden bis 1939 genau 500 Stück.
Neben den Werkscabriolets waren bei allen drei Modellen luxuriöse Cabriolets erhältlich, die bei dem berühmten Karosseriebauunternehmen Gläserkarosserien GmbH in Dresden gefertigt wurden.

## Technische Daten
| Typ                   | 430                 | 530                 | 630                         |
| Bauzeitraum           | 1933–1935           | 1935–1935           | 1937–1939                   |
| Aufbauten             | L4, Cb2             | L4, Cb2, Cb4        | L4, PL4, Cb4                |
| Motor                 | 6 Zyl. Reihe 4 Takt | 6 Zyl. Reihe 4 Takt | 6 Zyl. Reihe 4 Takt         |
| Ventile               | hängend (ohv)       | hängend (ohv)       | hängend (ohv)               |
| Bohrung × Hub         | 70 mm × 90 mm       | 73 mm × 90 mm       | 73 mm × 90 mm               |
| Hubraum               | 2078 cm³            | 2260 cm³            | 2260 cm³                    |
| Leistung (PS)         | 45                  | 55                  | 55                          |
| Leistung (kW)         | 33                  | 40                  | 40                          |
| Verbrauch             | 14 l / 100 km       | 15 l / 100 km       | 15 l / 100 km               |
| Höchstgeschwindigkeit | 110 km/h            | 105 km/h            | 100 km/h                    |
| Leergewicht           | 1250–1300 kg        | 1500 kg             | 1530–1600 kg                |
| Zul. Gesamtgewicht    | 1730 kg             | 1980 kg             | 2130 kg                     |
| Elektrik              | 12 Volt             | 12 Volt             | 12 Volt                     |
| Länge                 | 4180 mm             | 4780 mm             | 5000 mm                     |
| Breite                | 1650 mm             | 1680 mm             | 1800 mm                     |
| Höhe                  | 1670 mm             | 1650 mm             | 1620 mm                     |
| Radstand              | 2980 mm             | 3250 mm             | 3260 mm                     |
| Spur vorne / hinten   | 1380 mm / 1380 mm   | 1380 mm / 1380 mm   | 1382–1438 mm / 1410–1452 mm |
| Wendekreis            | 11,5 m              | 12,5 m              | 14 m                        |

- L4 = 4-türige Limousine
- PL4 = 4-türige Pullman-Limousine
- Cb2 = 2-türiges Cabriolet
- Cb4 = 4-türiges Cabriolet

## Galeriebilder

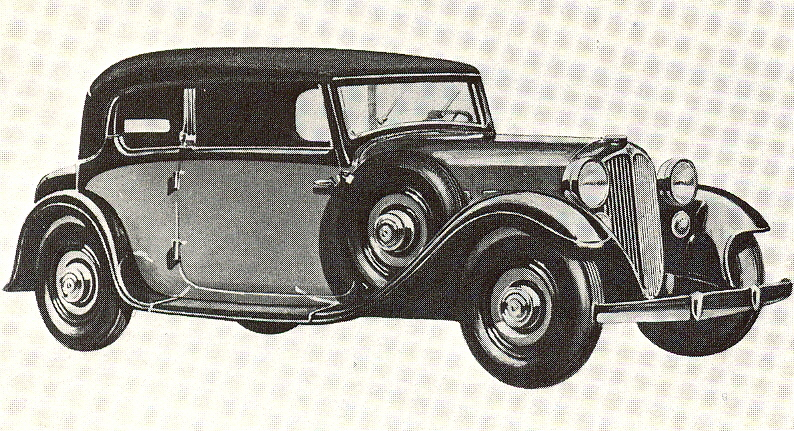
Steyr 430 Cabriolet 4 Fenster (Aufbau: Gläser) (1934)
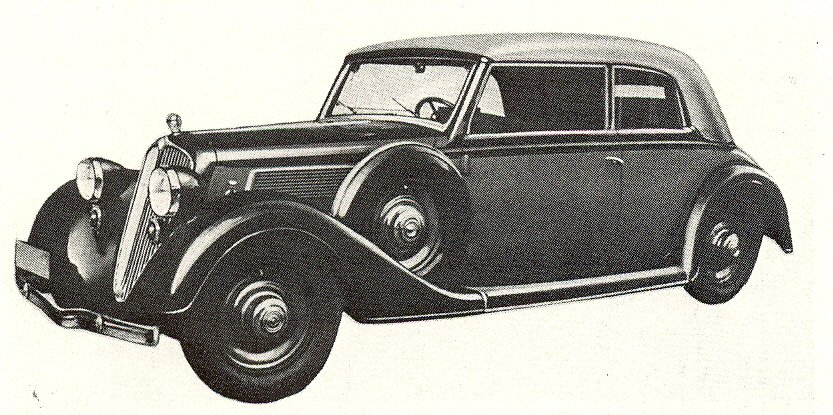
Steyr 530 Cabriolet 4 Fenster (Aufbau: Gläser) (1935)
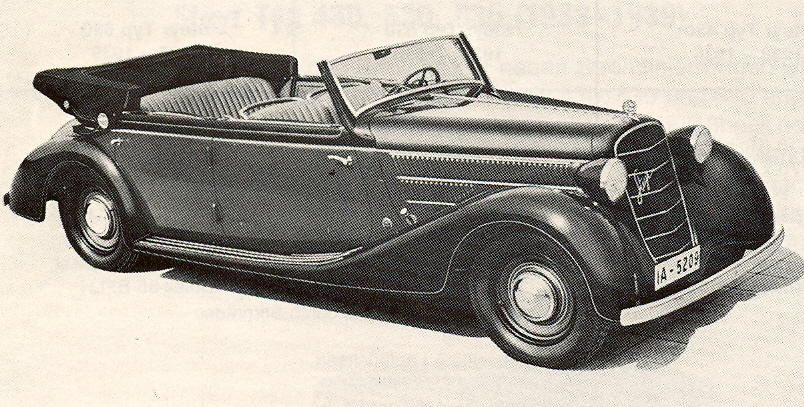
Steyr 630 Cabriolet 4 Türen (Aufbau: Gläser) (1937)

## Quelle
- Werner Oswald: Deutsche Autos 1920–1945. 10. Auflage. Motorbuch Verlag, Stuttgart 1996, ISBN 3-87943-519-7.